# Limonia pondoensis
Limonia pondoensis är en tvåvingeart som beskrevs av Alexander 1930. Limonia pondoensis ingår i släktet Limonia och familjen småharkrankar. Inga underarter finns listade i Catalogue of Life.